# يروحام
يروحام (بالعبرية: יְרוּחָם، יְרוֹחַם) هي مدينة (مجلس محلي) في المنطقة الجنوبية لإسرائيل في صحراء النقب. وتغطي حوالي 38,884 دونم (~ 38,6 كيلومتر مربع)، ويبلغ عدد سكانها 9,511 نسمة في عام 2017. وقد سُمِّيت باسم يروحام بعد الكتاب المقدس العبري (التناخ).
لسنوات عديدة، كانت يروحام تعيش في وضعية اقتصادية سيئة وتعاني من مشاكل، ولكن هناك جهود كبيرة لتحسين نوعية الحياة.

## الحكومة
كان عمدة يروحام هو عمرام متسناع، لكن فترة رئاسته انتهت في أوائل عام 2011، وخلفه ميشيل بيتون عن حزب كاديما، الذي اُنتُخِب عمدة في نوفمبر 2010. في عام 2018، تم انتخاب مرشحة الحصان الأسود تل أوحنا كأول رئيسة لبلدية يروحام.

## أعلام
- ميخائيل بيتون

## وصلات خارجية
- الموقع الرسمي
- Atid BaMidbar